# Gehrenrode

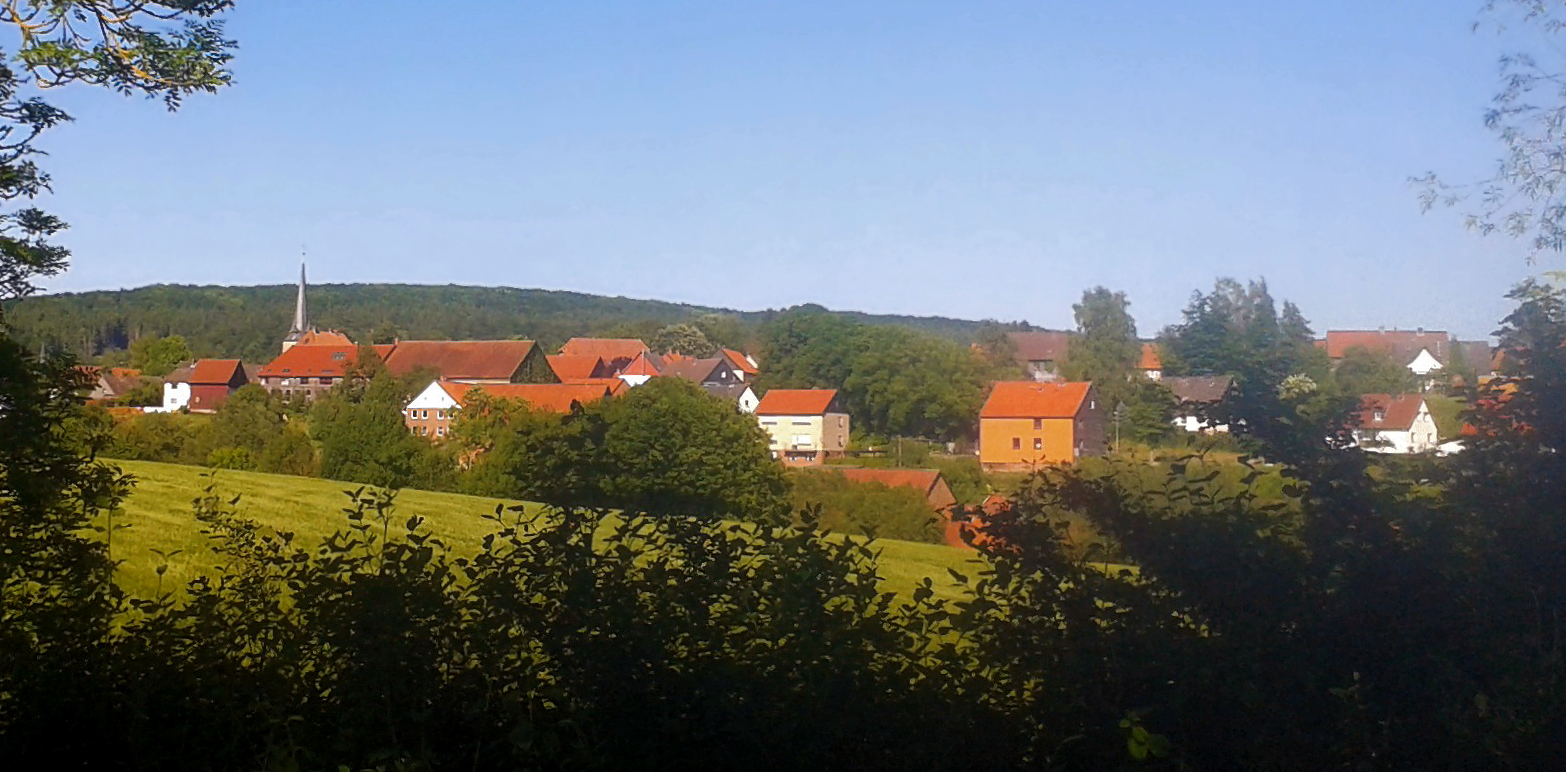
Blick auf Gehrenrode

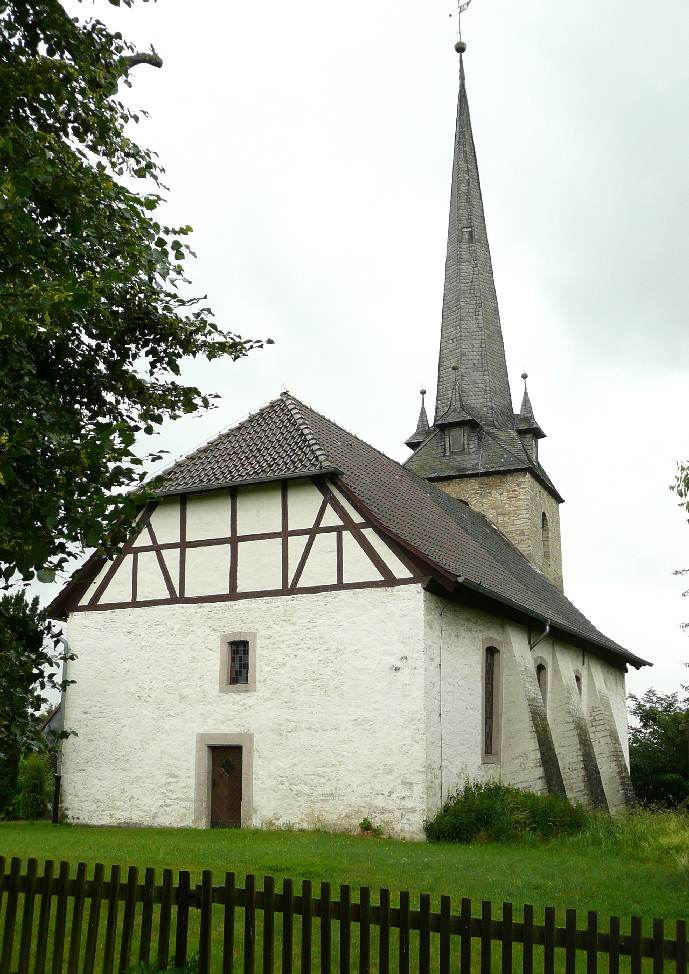
Kirche in Gehrenrode

Gehrenrode ist ein Stadtteil der Stadt Bad Gandersheim im Landkreis Northeim (Niedersachsen). Der Stadtteil hat 221 Einwohner (2010).

## Geographie
Gehrenrode ist das nördlichste Dorf im Landkreis Northeim und liegt am Westrand des Höhenzugs Heber, in dessen Börde auch die Gande fließt. Die Landesstraße L489 führt durch das Dorf. Das Zentrum Bad Gandersheims liegt etwa acht Kilometer entfernt. Unweit des Dorfes führt die Schnellfahrstrecke Hannover-Würzburg vorbei. Die Überleitstelle Gehrenrode ist nach dem Ort benannt.

## Geschichte
Gehrenrode gehörte zur Grundausstattung des Klosters Brunshausen durch die Liudolfinger. Das Kloster besaß hier acht Hufen, die durch 13 Meier bewirtschaftet wurden. Am 1. März 1974 wurde Gehrenrode in die Stadt Bad Gandersheim eingegliedert.

## Politik
Gemäß der Hauptsatzung von Bad Gandersheim werden die Ortsteile der Stadt jeweils durch einen Ortsvorsteher vertreten. Aktuell (2022) ist Ingrid Lohmann in dieser Funktion.

## Kultur
Die Dorfkirche St. Cäcilie ist der Cäcilia von Rom gewidmet.
An Gehrenrode führt der Skulpturenweg Lamspringe–Bad Gandersheim auf der stillgelegten Bahntrasse der Lammetalbahn vorbei.

## Söhne und Töchter
- Wilhelm Faber (1845–1916), Generalsuperintendent von Berlin und Mitglied des Preußischen Herrenhauses[8]